# ديردر لينيهان
ديردر لينيهان (بالإنجليزية: Deirdre Lenihan)‏ هي ممثلة أمريكية، ولدت في 19 مايو 1946.

## وصلات خارجية
- ديردر لينيهان على موقع IMDb (الإنجليزية)
- ديردر لينيهان على موقع قاعدة بيانات الفيلم (الإنجليزية)